# П'єтрапаола
П'єтрапаола (італ. Pietrapaola, сиц. Petrapàula) — муніципалітет в Італії, у регіоні Калабрія,  провінція Козенца.
П'єтрапаола розташовані на відстані близько 460 км на південний схід від Рима, 70 км на північ від Катандзаро, 55 км на північний схід від Козенци.
Населення — 1155 осіб (2014).
Щорічний фестиваль відбувається 4 серпня. Покровитель — San Domenico.

## Демографія
Населення за роками:

Станом на 1 січня 2023 року в муніципалітеті офіційно проживало 55 іноземців з 13 країн, серед них 47 громадян країн Євросоюзу та 1 громадянин України.

## Сусідні муніципалітети
- Боккільєро
- Калопедзаті
- Каловето
- Кампана
- Лонгобукко
- Мандаториччо